# Nebrioporus macronychus
Nebrioporus macronychus är en skalbaggsart som först beskrevs av Shirt och Angus 1992.  Nebrioporus macronychus ingår i släktet Nebrioporus och familjen dykare. Inga underarter finns listade i Catalogue of Life.